# Azeddine Habz
Azeddine Habz (ur. 19 lipca 1993 w Oulad Nacer) – francuski lekkoatleta specjalizujący się w biegach średniodystansowych, mistrz igrzysk śródziemnomorskich w 2022, medalista halowych mistrzostw Europy w 2023 i 2025.
Urodził się i wychował w Maroku. We Francji mieszka od 2012, a od 2018 ma obywatelstwo francuskie.
Zwyciężył w biegu na 1500 metrów na igrzyskach śródziemnomorskich w 2022 w Oranie. Zdobył brązowy medal w sztafecie mieszanej na mistrzostwach Europy w biegach przełajowych w 2021 w Dublinie i brązowy medal w tej konkurencji na mistrzostwach Europy w biegach przełajowych w 2022 w La Mandria.
Odpadł w półfinale biegu na 1500 metrów na igrzyskach olimpijskich w 2020 w Tokio. Zajął 10. miejsce w tej konkurencji na mistrzostwach Europy w 2022 w Monachium.
Zdobył brązowy medal w biegu na 1500 metrów na halowych mistrzostwach Europy w 2023 w Stambule, przegrywając jedynie z Jakobem Ingebrigtsenem z Norwegii i Neilem Gourleyem z Wielkiej Brytanii.
Był mistrzem Francji w półmaratonie w 2018 i w biegu na 1500 metrów w 2022, wicemistrzem w biegu na 5000 metrów w 2019 i brązowym medalistą w biegu na 1500 metrów w 2021, a w hali mistrzem w biegu na 3000 metrów w 2020 i w biegu na 1500 metrów w 2022 i 2023 oraz wicemsitrzem na tym dystansie w 2021.

## Osiągnięcia
| Rok  | Impreza                                   | Miejsce    | Konkurencja       | Pozycja     | Wynik   |
| ---- | ----------------------------------------- | ---------- | ----------------- | ----------- | ------- |
| 2021 | Halowe mistrzostwa Europy                 | Toruń      | bieg na 1500 m    | eliminacje  | 3:41,55 |
| 2021 | Igrzyska olimpijskie                      | Tokio      | bieg na 1500 m    | półfinał    | 3:35,12 |
| 2021 | Mistrzostwa Europy w biegach przełajowych | Dublin     | Sztafeta mieszana | 2. miejsce  | 18:05   |
| 2022 | Igrzyska śródziemnomorskie                | Oran       | bieg na 1500 m    | 1. miejsce  | 3:41,65 |
| 2022 | Mistrzostwa Europy                        | Monachium  | bieg na 1500 m    | 10. miejsce | 3:40,92 |
| 2022 | Mistrzostwa Europy w biegach przełajowych | La Mandria | Sztafeta mieszana | 3. miejsce  | 17:31   |
| 2023 | Halowe mistrzostwa Europy                 | Stambuł    | bieg na 1500 m    | 3. miejsce  | 3:35,39 |
| 2023 | Mistrzostwa świata                        | Budapeszt  | bieg na 1500 m    | 11. miejsce | 3:33,14 |
| 2025 | Halowe mistrzostwa Europy                 | Apeldoorn  | bieg na 1500 m    | 2. miejsce  | 3:36,92 |
| 2025 | Halowe mistrzostwa Europy                 | Apeldoorn  | bieg na 3000 m    | 3. miejsce  | 7:50,48 |

## Rekordy życiowe
- bieg na 800 metrów – 1:43,79 (7 lipca 2024, Paryż)
- bieg na 800 metrów (hala) – 1:46,85 (4 lutego 2023, Gandawa)
- bieg na 1000 metrów – 2:22,34 (22 sierpnia 2020, Vernon)
- bieg na 1500 metrów – 3:27,49 (20 czerwca 2025, Paryż) rekord Francji, 6. wynik w historii światowej lekkoatletyki
- bieg na 1500 metrów (hala) – 3:32,24 (8 lutego 2025, Nowy Jork) rekord Francji
- bieg na milę – 3:46,65 (5 lipca 2025, Eugene) rekord Francji, 10. wynik w historii światowej lekkoatletyki
- bieg na milę (hala) – 3:47,56 (8 lutego 2025, Nowy Jork) przez 5 dni rekord Europy, 6. wynik w historii światowej lekkoatletyki
- bieg na 2000 metrów (hala) – 4:57,22 (17 lutego 2022, Liévin)
- bieg na 3000 metrów – 8:06,63 (13 maja 2018, Montgeron)
- bieg na 3000 metrów (hala) – 7:31,50 (2 lutego 2025, Boston) rekord Francji
- bieg na 5000 metrów – 13:38,00 (25 maja 2019, Oordegem)
- półmaraton – 1:04:53 (19 września 2020, Uście nad Łabą)